# Mokate Open 2017
Mokate Open 2017 – szósty w historii sezon cyklu Turnieju Szachowego Mokate Open, który rozpoczął się 26 lutego 2017 w Goleszowie, a zakończył 19 listopada 2017 tamże. Rozegrano 4 konkursy główne i 1 konkurs pokazowy dla juniorów. Sędzią przez cały sezon był Karol Linert.

## Wygrany

Eneasz Wiewióra wygrał Mokate Open 2017

## Kalendarz
| Lp. | Data              | Miejscowość | Rodzaj Szachów      | Tempo         | Rundy | Link  | 1. miejsce       | 2. miejsce        | 3. miejsce         |
| --- | ----------------- | ----------- | ------------------- | ------------- | ----- | ----- | ---------------- | ----------------- | ------------------ |
| -   | 22 stycznia 2017  | Goleszów    | Szachy błyskawiczne | System Mokate | 9     | [ 1 ] | Emilia Dyląg     | Jakub Herwy       | Adrian Gardian     |
| 1   | 26 lutego 2017    | Goleszów    | Szachy błyskawiczne | System Mokate | 9     | [ 2 ] | Eneasz Wiewióra  | Kamil Kozioł      | Marcin Smołka      |
| 2   | 30 kwietnia 2017  | Goleszów    | Szachy błyskawiczne | System Mokate | 9     | [ 3 ] | Zbigniew Pakleza | Vojtech Zwardon   | Bartłomiej Heberla |
| 3   | 25 czerwca 2017   | Goleszów    | Szachy błyskawiczne | System Mokate | 9     | [ 4 ] | Vojtech Zwardon  | Piotr Piesik      | Eneasz Wiewióra    |
| 4   | 19 listopada 2017 | Goleszów    | Szachy błyskawiczne | P'3+2         | 11    | [ 5 ] | Zbigniew Pakleza | Rafał Antoniewski | Bartosz Soćko      |

## Wyniki
| Lp | Tytuły | Zawodnik        | Kraj   | Klub                     | Punkty |
| -- | ------ | --------------- | ------ | ------------------------ | ------ |
| 1  | K      | Eneasz Wiewióra | Polska | SSz Gminy Pawłowice      | 715    |
| 2  | IM     | Maciej Mroziak  | Polska | Akademia Szachowa Mokate | 660    |
| 3  | I++    | Michał Jelonek  | Polska | KS DORS Ruda Śląska      | 621    |
| 4  | I+     | Michał Cieślar  | Polska | SSz Olimpia Goleszów     | 607    |
| 5  | M      | Monika Gonsior  | Polska | KS Roszada Żory          | 601    |